# یارکوو
یارکوو (به لاتین: Jarków) یک روستا در لهستان است که در گمینا لوین کووزکی واقع شده‌است.